# Giselle Itié
Giselle Itié (ur. 3 października 1982 w Meksyku) – brazylijska aktorka.
Córka Meksykanina i Brazylijki, debiutowała w 2001 roku w miniserialu Os Maias. Później wystąpiła m.in. w telenowelach Esperança i Kubanacan oraz w filmie akcji Niezniszczalni (The Expendables, 2010) w reżyserii Sylvestra Stallone.